# Bat Islands
Die Bat Islands sind eine kleine unbewohnte Inselgruppe von Papua-Neuguinea. Sie liegen im Nordwesten der Purdy-Inseln, einer Untergruppe der Admiralitätsinseln in der Bismarcksee.
Die Gruppe besteht aus zwei kleinen, dicht bewachsenen Inseln von dreieckiger Form, die von einem gemeinsamen Riff umgeben sind, dessen Umriss an einen Schmetterling oder eine Fledermaus (engl.: Bat) erinnert.
Politisch zählen die Bat Islands zur Provinz Manus.